# Anselm Doering-Manteuffel
Anselm Doering-Manteuffel (* 19. Januar 1949 in Krefeld) ist ein deutscher Historiker. Er war von 1991 bis zu seiner Emeritierung 2016 Inhaber des Lehrstuhls für Neuere und Neueste Geschichte sowie Direktor des Seminars für Zeitgeschichte an der Universität Tübingen.

## Leben und Wirken
Doering-Manteuffel studierte nach dem Abitur und Wehrdienst ab 1969 an der Universität Marburg, wo er 1975 das Staatsexamen ablegte, und an der Freien Universität Berlin die Fächer Geschichte und Germanistik, Kunstgeschichte und Politikwissenschaft. Von 1978 bis 1983 war er als wissenschaftlicher Assistent bei Ernst Nolte am Friedrich-Meinecke-Institut der Freien Universität Berlin. Die Promotion erfolgte 1980 mit einer Arbeit über den westdeutschen Katholizismus und die Wiederaufrüstung in der Ära Adenauer. Das Buch Katholizismus und Wiederbewaffnung (1981) wurde zu einem vielfach rezipierten Beitrag in den Diskussionen der Nachrüstungsdebatte und der beginnenden Friedensbewegung der 1980er-Jahre. 1983 wechselte Doering-Manteuffel als Akademischer Rat an die Friedrich-Alexander-Universität Erlangen-Nürnberg, wo er sich 1986 bei Michael Stürmer mit einer Studie zum britischen Einfluss auf die europäische Politik des Deutschen Bundes im mittleren 19. Jahrhundert habilitierte. Nach einer Vertretungsprofessur an der Freien Universität Berlin (Arnulf Baring) 1986 und 1987 berief ihn die Universität Würzburg zum Professor für Neuere Geschichte. Im Jahr 1991 übernahm er – als Nachfolger von Gerhard Schulz – die Professur für Neuere Geschichte unter besonderer Berücksichtigung der Zeitgeschichte und die Leitung des Seminars für Zeitgeschichte an der Universität Tübingen.
1999 war Doering-Manteuffel Fellow am German-American Center for Visiting Scholars in Washington, D.C. Im Kollegjahr 2002/2003 war er Forschungsstipendiat des Historischen Kollegs München. Auf Einladung des Kulturwissenschaftlichen Kollegs Konstanz arbeitete er im akademischen Jahr 2010/2011 im Rahmen des Exzellenzclusters „Kulturelle Grundlagen von Integration“ an der Universität Konstanz. 2012/2013 initiierte er den Arbeitskreis für Rechtswissenschaft und Zeitgeschichte an der Akademie der Wissenschaften und der Literatur Mainz, dessen Diskussionen und Veröffentlichungen zur Grundlage einer vertieften Zusammenarbeit beider Disziplinen wurden. Ordentliches Mitglied der Akademie ist er seit 2008.
Doering-Manteuffel ist Mitherausgeber der Schriftenreihe Ordnungssysteme. Studien zur Ideengeschichte der Neuzeit, deren Gründung er 1998 angestoßen hat. Von 1996 bis 2013 gehörte er dem Herausgeberkreis der Schriftenreihe Studien zur Internationalen Geschichte an, von 1988 bis 2003 war er einer der Herausgeber der Reihe Konfession und Gesellschaft. 2016 trat er in den Ruhestand.
Anselm Doering-Manteuffel ist verheiratet mit der Ethnologin und Präsidentin der Universität Augsburg, Sabine Doering-Manteuffel.
Seine Arbeitsschwerpunkte sind die Geschichte des Europäischen Staatensystems im 19. Jahrhundert, die Gesellschaftsgeschichte handlungssteuernder Ideen, die deutsche Geschichte in den Zeitbögen des 20. Jahrhunderts, die gegenwartsnahe Zeitgeschichte „nach dem Boom“.

## Schriften (Auswahl)
Monographien
- Katholizismus und Wiederbewaffnung. Die Haltung der deutschen Katholiken gegenüber der Wehrfrage 1948–1955 (= Veröffentlichungen der Kommission für Zeitgeschichte. Reihe B: Forschungen. Bd. 32). Matthias-Grünewald-Verlag, Mainz 1981, ISBN 3-7867-0880-0 (Dissertation).
- Die Bundesrepublik Deutschland in der Ära Adenauer. Außenpolitik und innere Entwicklung 1949–1963. 2. Auflage. Wissenschaftliche Buchgesellschaft, Darmstadt 1988, ISBN 3-534-08773-9.
- Vom Wiener Kongress zur Pariser Konferenz. England, die deutsche Frage und das Mächtesystem 1815–1856. Vandenhoeck & Ruprecht, Göttingen/Zürich 1991, ISBN 3-525-36313-3 (Habilitationsschrift).
- Die deutsche Frage und das europäische Staatensystem 1815–1871 (= Enzyklopädie deutscher Geschichte. Bd. 15). 3. Auflage. Oldenbourg, München 2010, ISBN 978-3-486-59675-5.
- Wie westlich sind die Deutschen? Amerikanisierung und Westernisierung im 20. Jahrhundert. Vandenhoeck & Ruprecht, Göttingen 1999, ISBN 3-525-34017-6.
- Die Entmündigung des Staates und die Krise der Demokratie. Entwicklungslinien von 1980 bis zur Gegenwart. Stiftung Bundespräsident-Theodor-Heuss-Haus, Stuttgart 2013, ISBN 978-3-942302-02-9.
- Konturen von Ordnung. Ideengeschichtliche Zugänge zum 20. Jahrhundert. Hrsg. von Julia Angster, Eckart Conze, Fernando Esposito und Silke Mende (= Ordnungssysteme. Bd. 54), Oldenbourg, München 2019, ISBN 978-3-11-063008-4.

Herausgeberschaften
- mit Lutz Raphael und Thomas Schlemmer: Vorgeschichte der Gegenwart. Dimensionen des Strukturbruchs nach dem Boom. Vandenhoeck & Ruprecht, Göttingen 2016, ISBN 978-3-525-30078-7.
- mit Jörn Leonhard: Liberalismus im 20. Jahrhundert (= Stiftung Bundespräsident-Theodor-Heuss-Haus, Wissenschaftliche Reihe. Bd. 12). Franz Steiner Verlag, Stuttgart 2015, ISBN 978-3-515-11072-3.
- mit Bernd Greiner und Oliver Lepsius: Der Brokdorf-Beschluss des Bundesverfassungsgerichts. Mohr Siebeck, Tübingen 2015, ISBN 978-3-16-153745-5.
- mit Lutz Raphael: Nach dem Boom. Perspektiven auf die Zeitgeschichte seit 1970. 3. Auflage. Vandenhoeck & Ruprecht, Göttingen 2012, ISBN 978-3-525-30013-8.
- mit Jörg Baberowski: Ordnung durch Terror. Gewaltexzesse und Vernichtung im nationalsozialistischen und stalinistischen Imperium. 2. Auflage. Dietz, Bonn 2007, ISBN 978-3-8012-0368-9.
- Strukturmerkmale der deutschen Geschichte des 20. Jahrhunderts (= Schriften des Historischen Kollegs. Kolloquien. Bd. 63). Oldenbourg, München 2006, ISBN 3-486-58057-4 (online).
- mit Kurt Nowak: Kirchliche Zeitgeschichte. Urteilsbildung und Methoden (= Konfession und Gesellschaft. Bd. 8). Kohlhammer, Stuttgart 1996, ISBN 3-17-013927-4.
- Adenauerzeit. Stand, Perspektiven und methodische Aufgaben der Zeitgeschichtsforschung (= Rhöndorfer Gespräche. Bd. 13). Bouvier, Bonn 1993, ISBN 3-416-02447-8.

Aufsätze
- Die deutsche Geschichte in den Zeitbögen des 20. Jahrhunderts. In: Vierteljahrshefte für Zeitgeschichte. Band 62, 2014, S. 321–348.